# Джермантаун-Гіллс (Іллінойс)
Джермантаун-Гіллс (англ. Germantown Hills) — селище (англ. village) в США, в окрузі Вудфорд штату Іллінойс. Населення — 3412 особи (2020).

## Географія
Джермантаун-Гіллс розташований за координатами 40°46′18″ пн. ш. 89°27′43″ зх. д. / 40.77167° пн. ш. 89.46194° зх. д. (40.771569, -89.461894).  За даними Бюро перепису населення США в 2010 році селище мало площу 4,34 км², з яких 4,21 км² — суходіл та 0,12 км² — водойми.

## Демографія
Згідно з переписом 2010 року, у селищі мешкало 3438 осіб у 1175 домогосподарствах у складі 975 родин. Густота населення становила 793 особи/км².  Було 1218 помешкань (281/км²).
Расовий склад населення:
| - 96,0 % — білих - 1,8 % — азіатів - 0,5 % — чорних або афроамериканців - 0,1 % — корінних американців |

До двох чи більше рас належало 1,3 %. Частка іспаномовних становила 1,8 % від усіх жителів.
За віковим діапазоном населення розподілялося таким чином: 31,1 % — особи молодші 18 років, 62,4 % — особи у віці 18—64 років, 6,5 % — особи у віці 65 років та старші. Медіана віку мешканця становила 35,8 року. На 100 осіб жіночої статі у селищі припадало 100,5 чоловіків;  на 100 жінок у віці від 18 років та старших — 96,7 чоловіків також старших 18 років.
Середній дохід на одне домашнє господарство  становив 136 822 долари США (медіана — 103 472), а середній дохід на одну сім'ю — 147 216 доларів (медіана — 113 352). Медіана доходів становила 80 250 доларів для чоловіків та 51 287 доларів для жінок. За межею бідності перебувало 5,0 % осіб, у тому числі 7,9 % дітей у віці до 18 років та 0,0 % осіб у віці 65 років та старших.
Цивільне працевлаштоване населення становило 1703 особи. Основні галузі зайнятості: освіта, охорона здоров'я та соціальна допомога — 26,8 %, виробництво — 20,1 %, роздрібна торгівля — 12,0 %, науковці, спеціалісти, менеджери — 8,0 %.